# Elasipòdides
Els elasipòdides (Elasipodida) són un ordre d'equinoderms holoturioïdeus amb els tentacles en forma de placa o escut usats com a pales per excavar en el sediment. Posseeixen arbres respiratoris. L'anell calcari manca de projeccions posteriors. La paret del cos és tova i gelatinosa.
Tot i que moltes espècies són bentòniques, algunes són pelàgiques i poden tenir els seus apèndixs modificats per formar veles o aletes. La majoria dels membres de l'ordre habiten ambients d'aigües profundes, com ara les espècies del gènere Enypniastes.

## Taxonomia
Els elasipòdides inclouen 161 espècies en 24 gèneres i 5 famílies:
- Família Elpidiidae Théel, 1882
- Familia Laetmogonidae Ekman, 1926
- Família †Palaeolaetmogonidae  Reich, 2012
- Família Pelagothuriidae Ludwig, 1893
- Família Psychropotidae Théel, 1882

La família Deimatidae, que es classificaven a l'ordre Elasipodida, ha estat separada i situada en el nou ordre Synallactida.